# David Cederberg
David Fritiof Cederberg, född 15 juli 1885 i Skogs-Tibble socken i Uppland, död 14 april 1956 i Östersund, var en svensk teckningslärare, målare och illustratör.
David Cederberg var son till inspektoren Rudolf Cederberg och Charlotte Fluur samt gift med Gusti Lidman. Han avlade teckningslärarexamen 1909 och företog därefter studieresor till Norge, Danmark, Finland och Paris.  Han var från 1915 ordinarie teckningslärare vid högre allmänna läroverket i Östersund och blev senare rektor vid Östersunds lärlings- och yrkesskolor. Han var under en period ordförande i föreningen Sällskapet för jämtländsk konstkultur.
Separat ställde han ut i flera Norrlandsstäder och han medverkade i ett flertal samlingsutställningar i Norrland. Vid Konstakademiens akvarellutställning 1947 var han representerad med landskapsmålningar. Som illustratör illustrerade han C Sehlins bok Jämtlands historia och Harry Sandahls Arbetsuppgifter i kristendomskunskap samt annonsförlagor. Han medverkade under flera år i Östersunds-Postens veckoserie "Jämtgubbar och rim". Hans konst består av landskap med gamla byggnader huvudsakligen i akvarell.